# Лежащая обнажённая (картина Модильяни)
«Лежащая обнажённая» (фр. Nu Couché) — картина итальянского художника Амедео Модильяни, написанная в 1917—1918 годах. Считается одной из самых часто выставляемых картин мира.

## История владения
9 ноября 2015 года была продана на аукционе «Кристис» в Нью-Йорке за 170 405 000 долларов, заняв вторую строчку в списке самых дорогих произведений. Картину приобрёл китайский миллиардер Лю Ицянь.